# سيليكتو
سيلكتو مشروب من إنتاج حمود بوعلام ، وهو صودا بالكاراميل يتم انتاجه في الجزائر وفرنسا.
المشروب ذو شعبية طاغية في الجزائر وأحد أكثر المشروبات استهلاكا ويساهم بقوة في رواج منتوجات الشركة.
السليكتو يشبه بكوكا كولا عادة بسبب لونه رغم ان طعمه مختلف جذريا عن صنف الكولا، كذلك فقد تم ابتكار سيليكتو عشرين سنة بعد كوكا كولا.

## تاريخ
كان اسم المشروب «فكتوريا» وابتكر في سنة 1907 في الجزائر، كان تغيير الأسم للأسم الحالي نابعا من رغبة حمود بوعلام في التعبير عن ان الطعم المميز للمشروب يعود لأختيار صارم للمكونات (كلمة سيليكت بالفرنسية تعني الأختيار).
المشور ينتج في فرنسا من طرف شركة بارو المتمركزة في منطقة اللوار.